# Masacre de Moura
La masacre de Moura ocurrió del 27 al 31 de marzo de 2022, las Fuerzas Armadas de Malí, supuestamente en colaboración con la compañía mercenaria rusa Grupo Wagner, sitiaron la ciudad central maliense de Moura, región de Mopti, durante una operación de nueve días contra los yihadistas. Las fuerzas malienses atrajeron la protesta internacional después de que Human Rights Watch acusara a Malí y al Grupo Wagner de cometer una masacre contra civiles.

## Antecedentes
Desde enero de 2012, Malí se ha visto envuelto en una guerra civil entre los insurgentes islamistas y el gobierno maliense. Francia se unió al conflicto al año siguiente, pero anunció después del golpe de Estado en Malí de 2020 su intención de reducir gradualmente el número de fuerzas francesas y retirarlas del país. Desde entonces, Malí ha buscado otras formas de adquirir ayuda extranjera y, según los informes, ha recibido ayuda de una empresa militar privada rusa llamada Grupo Wagner, que las fuerzas malienses y rusas insistieron en que estaban allí solo para servir como asesores militares. Human Rights Watch documentó al menos 71 casos individuales de civiles ejecutados sumariamente por las fuerzas de seguridad entre diciembre de 2021 y marzo de 2022. Las actividades islamistas también han generado preocupación, con el periodista de France24 Wassim Nasr sugiriendo que el asedio fue en parte una represalia por los repetidos ataques contra la aldea de Dogofry, Ségou por parte de miembros del islamista Frente de Liberación de Macina.
La ciudad de Moura, en particular, ha sido comparada con haber estado bajo el «cuasi control» de los yihadistas, particularmente Al Qaeda del Magreb Islámico (AQMI), que aplicó la ley sharia a los aldeanos. En 2022, Muhammed Kufa, el segundo líder al mando de AQMI, fue visto en la ciudad.

## Masacre
El asedio comenzó el 27 de marzo cuando las fuerzas gubernamentales ordenaron una operación para despejar a los yihadistas de Moura. Helicópteros militares aterrizaron cerca del mercado de la ciudad cuando los soldados salieron y se acercaron a un grupo de alrededor de 30 yihadistas, que dispararon contra ellos, matando al menos a dos soldados blancos (muy probablemente del Grupo Wagner) y a una cantidad desconocida de militares del gobierno. Las fuerzas malienses respondieron disparando, matando a varias personas. Varios civiles vieron la escena desarrollarse e intentaron huir, pero fueron seguidos por un helicóptero que parecía estar disparando deliberadamente contra civiles que corrían.
Según los testimonios, los soldados malienses y rusos procedieron desplegándose por toda la ciudad, bloqueando las salidas y matando a cualquiera que intentara escapar. Las fuerzas de seguridad detuvieron e interrogaron a cientos de hombres civiles, a menudo confiscando sus pertenencias, incluidos sus teléfonos. Los hombres que se negaron a ser detenidos fueron fusilados en el acto por mercenarios rusos. Los detenidos fueron enviados a la orilla del río, donde fueron detenidos en grupos de 4, 6 o 10 y luego ejecutados en masa.
Los testigos no estuvieron de acuerdo sobre las razones por las que los hombres fueron señalados para su ejecución, y algunos afirmaron que los hombres con barba y ropa islámica tradicional tenían más probabilidades de ser atacados debido a sus apariencias similares a las de los islamistas. Otros dijeron a Human Rights Watch que las personas que habían sido ejecutadas fueron atacadas debido a su origen étnico fulani.
La operación llegó a su fin el 31 de marzo. Un testigo dijo a Human Rights Watch que había escuchado a un funcionario del gobierno decirle a alguien por su walkie-talkie que «deje de matar gente, déjelos ir», y los asesinatos se detuvieron.
Según los informes, alrededor de 100 soldados blancos que hablaban un idioma distinto al francés participaron en el asedio. Los aldeanos creían que eran mercenarios rusos del Grupo Wagner, ya que habían escuchado historias sobre su participación en el conflicto a principios de año. Muchos de estos mercenarios fueron acusados de ser responsables de interrogatorios, torturas y ejecuciones masivas de civiles.

## Consecuencias
El 1 de abril, el gobierno maliense anunció que había concluido una operación militar de nueve días centrada en la región de Moura y que más de 203 terroristas habían muerto.
Las publicaciones en las redes sociales que pretendían que una masacre había tenido lugar en la ciudad se extendieron rápidamente en el país, lo que provocó una controversia. El 5 de abril, Human Rights Watch publicó un importante informe detallando el asedio, que afirmaba que más de 300 civiles habían sido asesinados por las fuerzas malienses en lo que calificó como la «peor atrocidad individual» en la historia de la guerra de Malí.
El informe atrajo la atención internacional, y la masacre recibió condenas del Ministerio Federal de Relaciones Exteriores de Alemania, Francia, el Centro para Civiles en Conflicto (CIVIC), el funcionario de la Unión Europea Josep Borrell, Asuntos Globales de Canadá, y el Departamento de Estado de los Estados Unidos.
El funcionario de las Naciones Unidas Alioune Tine solicitó una investigación sobre el incidente el 6 de abril. El gobierno maliense abrió una investigación al día siguiente, que fue felicitada por representantes de la Misión Multidimensional Integrada de Estabilización de las Naciones Unidas en Malí.
La ministra federal alemana de Defensa, Christine Lambrecht, dijo a los periodistas el 9 de abril que tenía crecientes dudas sobre la participación de su país en el conflicto, ya que «surge entonces la pregunta de si esta [intervención militar alemana] puede ser compatible con nuestros valores, especialmente si luego tenemos que presenciar atrocidades como en Moura». La Ministra de Asuntos Exteriores Annalena Baerbock expresó preocupaciones similares.
El 8 de abril, el Ministerio de Relaciones Exteriores de Rusia felicitó las acciones de Malí, describiendo los informes de una masacre como «desinformación». Ese día, Francia redactó una propuesta en el Consejo de Seguridad de las Naciones Unidas para investigar las presuntas atrocidades durante la batalla, que fue rechazada por Rusia y China con el argumento de que era prematuro abrir una investigación hasta que las fuerzas malienses hubieran anunciado una.